# Believe women
Believe women – amerykański slogan polityczny powstały w ruchu #MeToo. Odnosi się on do postrzeganej konieczności akceptowania oskarżeń dokonanych przez kobiety o molestowanie seksualne lub napaść na tle seksualnym. Sady Doyle, pisząca dla Elle, twierdzi, że wyrażenie to oznacza nie zakładaj, że kobiety jako płeć są szczególnie zwodnicze lub mściwe, i uznawaj, że fałszywe zarzuty są mniej powszechne niż prawdziwe.

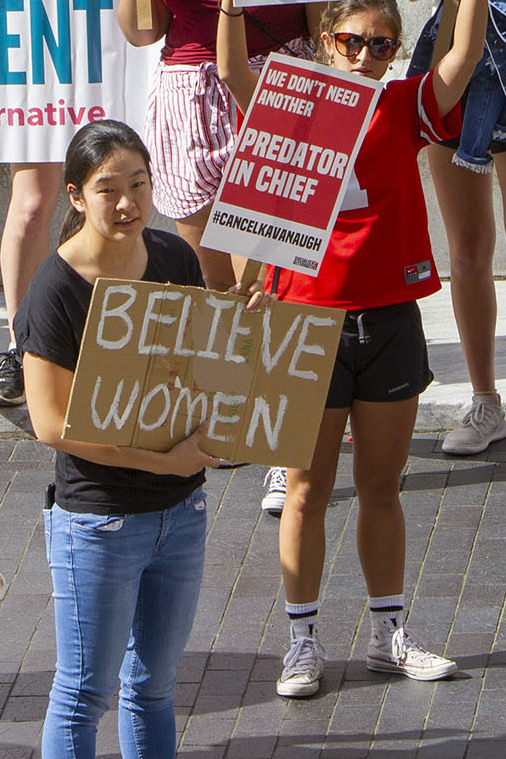

Fraza ta zyskała na popularności w odpowiedzi na nominację do Sądu Najwyższego USA Bretta Kavanaugha. 28 września 2018 roku, randkowa aplikacja mobilna Bumble zareklamowała się w The New York Times ze sloganem: „Believe women”.
Slogan ten został skrytykowany za zachęcanie do domniemania winy. Michelle Malkin, pisząca dla The Daily Signal, sugeruje, że jest to forma sygnalizowania cnoty (ang. virtue signalling).